# 新科学対話
『新科学対話』（しんかがくたいわ）は、ガリレオ・ガリレイの著書。ガリレオ晩年の1638年に出版された。『新科学論議』（しんかがくろんぎ）とも呼ばれる。

## 構成
正式な書名は、『機械学及地上運動に関する二つの新しい科学に就ての対話及数学的証明』（ イタリア語: Discorsi e dimostrazioni matematiche intorno a due nuove scienze）である。構成としては、「第1日」から「第4日」までの4つに分かれ、「第1日」と「第2日」では主に機械学（材料力学、静力学）について述べられ、「第3日」と「第4日」では地上運動（動力学）について述べられている。このほか、冒頭に「ノアイユ伯への献辞」があり、付録として、処女作「立体の重心についての諸定理」が収められている。「立体の重心についての諸定理」は、ガリレオが22歳のときに発見した定理である。
「第1日」から「第4日」まではサグレド（サグレード）、サルヴィアチ（サルヴィアーティ）、シンプリチオ（シンプリーチョ）の3人による対話形式で書かれている。この登場人物は、ガリレオが以前に発表した著作『天文対話』と共通しており、サグレドはヴェネツィア市民、サルヴィアチは新しい科学者、シンプリチオはアリストテレス哲学に通じた学者の役割を担っている。ただし、シンプリチオは『天文対話』では嘲笑の対象とされていたが、本作ではその要素は薄れている。ガリレオの弟子のベネデット・カステッリは、このシンプリチオの性格変化により本書に精彩さが失われたと残念がっている。
また、「第1日」と「第2日」は全編イタリア語の対話のみで構成されているが、「第3日」と「第4日」はガリレオ自身に相当する「学士院会員」によるラテン語の論文が挿入され、その内容について3人が議論する構成になっている。この理由として科学史家の高橋憲一は、全編対話にするだけの時間がガリレオに残されていなかった、あるいは、論文の価値をヨーロッパに示すためにラテン語にしたのだろうと推測している。
なお、結果的に本書には含まれなかったが、本書出版後にガリレオは「第5日」と「第6日」に相当する2つの話題を追加しようとしていた。1つは衝撃力に関する内容で、1639年12月、弟子のヴィンチェンツォ・ヴィヴィアーニにより口述筆記された。もう1つはユークリッドの比例の定義に関する内容で、こちらは1641年、弟子のエヴァンジェリスタ・トリチェリにより口述筆記された。このうち「第5日」にはシンプリチオが登場せず、代わりにアプロイノという人物が登場する。これは、かつてのガリレオの弟子パオロ・アプロイノがもとになっていると推定されている。

## 出版までの経緯
ガリレオは本書で取り上げられることになる物体の運動に関して、長年研究を続けていた。ピサ大学教授時代（1589年～1592年）には、生前に出版はされなかったが、『運動について』という著作を記している。そして1610年には運動論の論考を書くことを公表し、この時点で相当量の手稿があったとされている。しかし、同時期の1609年、ガリレオは望遠鏡による天体観測を始めたため、この後しばらくは運動論より天文学のほうに主力を注ぐようになった。
ガリレオが本書の執筆にとりかかったのは1633年である。同年の6月22日、ガリレオの2度目の宗教裁判が決着し、ガリレオは7月1日にローマからシエーナに移されている。本書の原稿はシエーナで書き始められた。
1633年12月、ガリレオはアルチェトリの別荘に移った。1635年5月には「第1日」と「第2日」にあたる箇所は完成しており、6月に書いた手紙では、本書は4日間の対話構成になることを表明している。しかし、イタリア国内ではガリレオの本を出版することが禁止されていたため、国外で出版する必要があった。ガリレオは友人の協力のもと出版元を探し、そして、パリの友人ディオダティ（Elia Diodati）の紹介で、オランダの出版業者ルイス・エルゼヴィルと知り合うことができた。1636年5月にはエルゼヴィルが再びアルチェトリを訪れ、ガリレオと本書の出版に合意した。ガリレオはすでに完成していた「第1日」と「第2日」を写し、ヴェネティアの友人ミカンツィオ（Fulgenzio Micanzio）に渡した。さらに8月には「第3日」を郵送した。
本書の献辞にその名が書かれているノアイユ伯は、1636年10月、ローマからフランスへの帰り道に、ガリレオに会いたいとを切に願った。ガリレオは移動を制限されていたため、2人が会うには苦労したが、10月25日ごろポッジボンシで会うことができた。本書の「ノアイユ伯への献辞」によれば、2人が出会ったときにガリレオは本書の写しをノアイユに渡し、その後にエルゼヴィルから出版の話が来たことになっている。しかし、この時点ですでに第3日までの原稿はエルゼヴィルの手元にあった。したがって、ガリレオ自身が書いたものとはいえ「ノアイユ伯への献辞」に書かれた内容は疑わしい。これは、新教国オランダのエルゼヴィル社に始めから依頼したと知れるとイタリアの法王庁に具合が悪いため、ノアイユ伯の名を出したものと推定されている。
1636年12月にガリレオがディオダティにあてた手紙では、「第4日」に取り組んでいることが書かれ、さらに、本書に「立体の重心についての諸定理」を入れることを初めて記している。1637年3月には、「第4日」原稿の一部をエルゼヴィルに送り、4月には「立体の重心についての諸定理」、5月には「第4日」の残りの原稿を送った。しかし、仕上げ中の同年6月、ガリレオは患っていた眼病により右目を失明してしまった。
本書の印刷は、「第4日」完成前の1637年4月に始められていた。ガリレオは「第4日」後に「第5日」を書こうとしていたため、エルゼヴィルは1637年11月、可能ならばその完成を待つと手紙に記している。しかしこの原稿は完成せず、1638年7月、本書はそのまま出版された。
本書は出版後、特にフランスとドイツで広まり話題となった。ローマにも1639年1月に50部が届けられ、数週間で完売した。
ガリレオは出版された本を1638年8月に受け取った。しかし、そのときは両目を完全に失明していたため、読むことはできなかった。

## 主な内容

### 無限論

アリストテレスの車輪

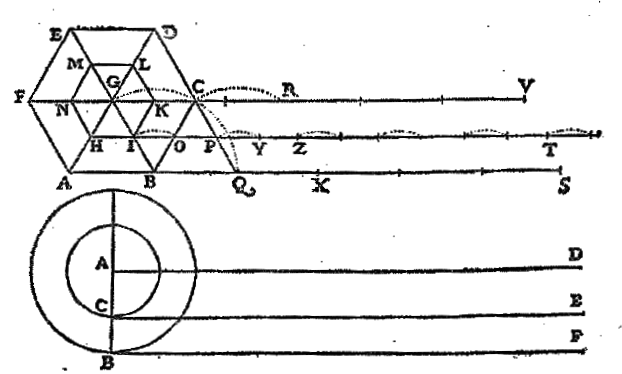
「第1日」第5図。大きい正六角形ABCDEFと小さい正六角形HIKLMNを同時に6分の1回転すると、辺BCが線分AS上のBQの位置、線分IKが線分HT上のOPの位置にくる。すなわち、線分IOの区間は正六角形HIKLMNの辺が触れることがなくすき間が生じる。

「第1日」では、アリストテレスの車輪と呼ばれるパラドックスが論じられている。アリストテレスの車輪のパラドックスとは、大小2つの車輪が同じ中心をもつようにつながれているとき、これを1回転させると、小さい車輪が進む距離と大きい車輪が進む距離が同じになるというものである。
この問題を考えるにあたって、まず、この2つの円を大小2つの正六角形に置き換えた場合を考えた。これが60度（6分の1周）回転すると、大きい正六角形は線分上をすきまなく移動するが、小さい正六角形はすきまが生じる。これを1回転させたとき、小さい正六角形は線分上に6つの線分と5つのすきまを作る。
これを踏まえ、正多角形の角の数を増やしてゆくと、線分の数とすきまの数も増える。そして、円は角の数が無限となるので、線分には無限のすきまがあることになる。この考えによれば、有限の線分であっても、それを無限の区間に分割し、各区間の間にすきまを挿入することにより、いくらでも伸ばし、分割できることになる。
ガリレオは、サルヴィアチの発言として、この理論を金属の展性に応用している。すなわち、金は非常に広い面積に伸ばすことができるが、金が無限に多くの部分から成っていると考えれば説明がつくと述べている。
さらにサルヴィアチは、ある数と、その平方数を比べている。例えば、4は2の平方、9は3の平方であるので、4と9は平方数である。しかし自然数の中には平方数でない数も多いので、平方数の数とすべての自然数の数とを比べると、自然数の数の方が多いように思える。しかし、自然数(n)とその平方数({\displaystyle n^{2}})は、2と4、3と9のように一対一で対応しているので、自然数が無限である限り、自然数の数と平方数の数は同じとなる。サルヴィアチは、「「等しい」「多い」「少い」といふ屬性はたゞ有限量のみあつて、無限量にはない、としか言い得ません」と述べている。この問題は「ガリレオのパラドックス」と呼ばれている。

### 材料力学

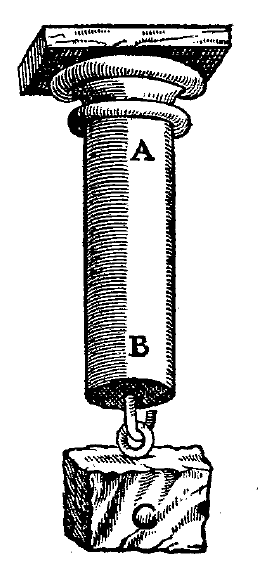
「第1日」第1図

「第1日」では、幾何学的に相似なものを作る場合、小さいものよりも大きいものの方が強度が弱いということが説明されている。
これを説明するため、まず、柱ABにおもりCを吊り下げた例（第1図）を考える。おもりCの重さを増してゆけば、やがて柱ABはちぎれることになる。このときの柱の強度は、柱の断面積に比例し、柱の長さには関係しない。

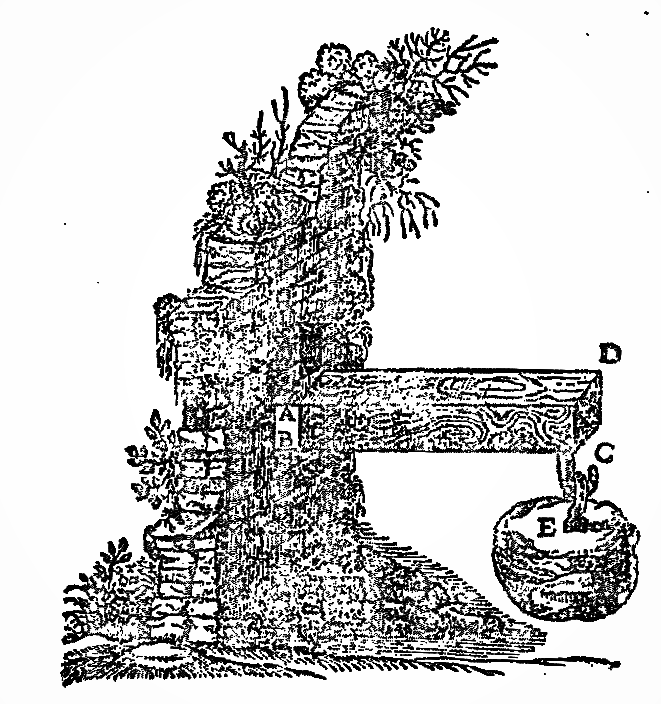
「第2日」第17図

次に「第2日」では、柱の一端ABを壁にはめ込んで水平にして、他端Cにおもりをつるした例（第17図）を考えている。ここでサルヴィアチは、支点をBとしたとき、おもりによって柱に加わる力と、それに抵抗する力の比は、BCの長さと、ABの半分の長さの比に等しいとした。なお、本書では抵抗力がAB面に均等に加わるものとしてこの結果を導き出しているが、実際は、A点に近い側とB点に近い側では力の加わる向きは逆方向であり、さらに柱の弾性も考慮に入れなければならないため、結果は本書と異なる。続けてサルヴィアチは、幅方向が厚さ方向よりも長い板では、幅方向に力を加えるほうが抵抗力は強く、抵抗力の比は幅と厚さの比に等しいことを命題として述べている。
その後、角柱や円柱の断面積を変えずに長さを延ばしたときの自重によって生じる曲げモーメントの増加割合、長さを変えずに断面積を大きくしたときの抵抗力の増加割合をそれぞれ求めた。そしてこれを踏まえ、長さと断面積の両方を変えた、相似形の角柱や円柱の場合を考えた。その結果、自重によって生じる曲げモーメントは重量すなわち長さの3乗に比例するが、その抵抗力は断面積すなわち長さの2乗にしか比例しないことを導き出した。本書が出版された当時、相似な物体は同じ強度を持つと考えられていたので、この結論は当時の見解とは異なるものであった。
このような議論を重ねたうえで、サルヴィアチは、大きな宮殿や寺院などの建造物を、小さなものと同じように作ることは強度的に不可能だと述べた。また、これは自然の樹木や動物も同様で、大きな動物は骨を太くする必要があるし、骨格が同じで巨大な動物の場合は、より堅く丈夫な骨にするか、通常の大きさの動物と比べて丈夫さが劣ることを承知するしかないと述べている。
続けて本書では、両端近くの2点（A、B）で支えられている梁の、ABの間にある1点Cに力を加えて破壊する場合、梁の抵抗力は、距離ACと距離BCの積に反比例することを確かめた。すなわち、両端で支えられた梁は、その中点に力が加わると最も壊れやすい。このことから、梁の材料を節約するには、中点よりも支点に近い部分の断面積を小さくすればよいと述べた。

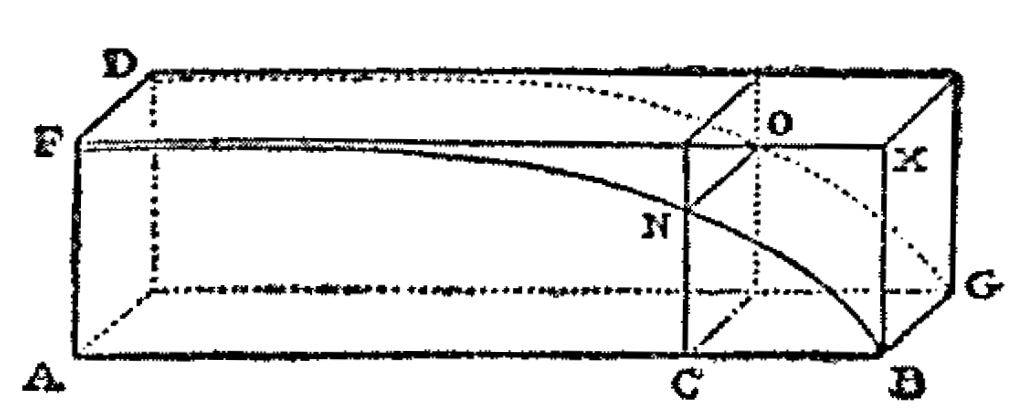
「第2日」第35図

一方、一端のみで支えられている片持ち梁の場合は、支点から離れた箇所の断面積を減らしても強度に変わりはないと述べている。そして、梁の形状を放物線状にすれば、長手方向のどの点でも等しい抵抗力を持つ梁となることを証明した（第35図）。
最後に、中空管の強度について述べている。ここでは、中空の形状をしている鳥の骨や植物の茎が、軽いながらも強い強度を持っていることに着目した。そして、同じ長さ、同じ質量の円柱であれば、抵抗力は直径に比例するため、中空にした円柱のほうが強度が強いことを確かめた。

### 自由落下運動
「第1日」では、自由落下運動についてのアリストテレスの理論をシンプリチオに語らせたうえで、それに反論を加えた。アリストテレスは、自由落下運動の際に物体が落ちる速さは物体の質量に比例する、すなわち、重い物体は軽い物体より速く落ちると考えていた。また、物体の速さは媒質（空気など）の密度に反比例すると考えていた。そのため真空中では密度がゼロとなるので物体は一瞬のうちに移動することになるが、そのようなことはあり得ない、したがってアリストテレスは、真空は存在しないと主張した。
このアリストテレスの主張に対して、サグレドは、自分は重い弾丸と軽い弾丸を落下させてみたが、速さにほとんど差はみられなかったと述べた。サルヴィアチは、実験せずともこれは証明できると言い、重さの異なる2つの物体を結んで落とす場合を考えた。このとき、重い物体は早く落ちようとして、軽い物体は遅く落ちようとするので、全体の速さはその中間となると考えることができる。しかし、結んだ2つの物体全体を1つの物体と考えると、その重さは重い物体よりも重くなるので、速さも重い物体をそのまま落としたときよりも速くなると考えられる。このように、アリストテレスの理論では矛盾が生じてしまう。
こうしてアリストテレスの理論を否定したサルヴィアチは、重さの異なる物体が異なる速さで落下するのは媒質の抵抗が原因だと述べた。そして、媒質の抵抗が小さくなると速さの差も小さくなり、真空状態では、すべての物体が同じ速さで落下すると主張した。
ここで語られた、複数の物体を結んで落とすという思考実験は、本書以前にジャンバッティスタ・ベネデッティの著書にみられる内容である。また、すべての物体は同じ速さで落ちることを確かめるために、ガリレオはピサの斜塔から重さの異なる2つの球を落としたという実験が知られているが、本書を含むガリレオのどの著書にも、そのような実験は記されていない（詳細はガリレオによるピサの斜塔実験を参照）。
本書で記されているのは、振り子を使った実験である。大気中で長い距離を落下させる実験だと、媒質の抵抗による影響が現れてしまう。しかし短い距離だと差が分かりにくい。サルヴィアチはこのように説明し、そのうえで、振り子を使って近距離からの落下を繰り返す実験を紹介した。鉛の球とコルクの球を用意し、それらをそれぞれ同じ長さの糸でつるす。鉛の球はコルクの球より100倍も重いが、2つの球を振動させたところ、100回振動させても鉛の球はコルクの球に少しも先んじなかったという。

### 等加速度運動
「第3日」では、自由落下運動に代表される等加速度運動について、さらに議論を展開した。ガリレオは過去には、等加速度運動では速さの増加は物体が進んだ距離に比例するという、誤った考えを記したこともあった。しかし本書では、この考えは誤りであることが述べられ、速さの増加は時間に比例するという正しい認識にもとづき話を進めている。
等加速度運動を考えるにあたり、ガリレオは、「可動体がある距離を静止からの一様加速運動によって通過する時間は、同じ可動体が同一の距離を、その速さの度合いが先の一様加速運動の最大かつ最終の速さの度合いの半分であるような均等運動で通過する時間に等しい」という定理を証明した。この定理は、それ以前に知られていた「マートン規則」と似ている。ただし、ガリレオがマートン規則を知っていたかどうかについては、否定的な見解が存在する。
次に、この定理を使って新たな定理
を証明した。これは要するに、等加速度運動において物体の進む距離は時間の2乗に比例するということを意味する。ガリレオはこれを「系Ⅰ」として、「速さの度合いが等しい時間において単純な数列に従って増大する場合には、同じ時間における通過距離は単位から始まる奇数列に従って増加する」と表現している。
本書では、この「系Ⅰ」を説明した後で、サルヴィアチが、自分と著者は何度も実験をしたと語りだし、実験の様子が説明されている。それは、角材に溝を切り、その溝を滑らかに磨いたうえで羊皮紙を貼り付け、角材の一端を持ち上げて斜面を作り、溝に沿って真鍮の球を転がすというものである。そして、球が落ちる時間を、水時計を使って測る。この実験を「たっぷり100回は繰り返し」た結果、距離が時間の2乗に比例することが確かめられたという。
この記述については、ガリレオが実際に実験したのかどうか、同時代の人からも疑問の声が挙がっていた。マラン・メルセンヌは著書『普遍的音階学』で、「ガリレオ氏が斜面で落下の実験を行なったということを私は疑う。彼がそれについて何も語らず、彼が与える比はしばしば実験に反するからである」と述べている。また、ルネ・デカルトもガリレオの実験を否定している。そして後世において実験を大々的に批判したのが、科学史家アレクサンドル・コイレである。コイレは、ガリレオの実験はすべて実際になされたものではなく思考実験だと考えた。そして、この斜面の実験においても、実験の方法、特に水時計による時間の測り方では正確な測定はできないと主張し、「結果が完全であることそれ自体が、実験が不正確であったことの厳密な証明である」と述べた。そのうえで、この実験から正確な結果が得られないことはガリレオ自身も知っていたとして、だから実験から理論を導こうとはしなかったと述べた。
しかし1961年、当時大学院生のトマス・セトルは、ガリレオの記述に基づいた実験器具を使って実験し、ガリレオの実験結果が再現できることを確かめた。さらに1970年代、スティルマン・ドレイクは、ガリレオの残したノートに、斜面の実験を記録したと思われる記述を発見した。そのため、ガリレオが斜面の実験をしたこと自体は疑いが無いとされている。

### 投射体の運動
「第4日」では、等速運動と加速運動を組み合わせた運動、具体的には投射体の運動について述べられている。
それに先立ち、まず、摩擦のない水平面上に沿って物体が投げられた場合を考えた。この場合、物体は同じ速さで永久に運動する。これは要するに慣性の法則を意味している。
次に、この水平面が有限の場合は、水平面上に沿って進む物体が平面の端に達すると、重力によって下向きの力が加わる。そして、この時の物体の軌跡は、半パラボラ（放物線）軌道を描く。そのことを数学的に証明している。投射体がパラボラ軌道を描くことを証明したことは大きな業績の1つと考えられており、トリチェリは、これはガリレオの至高の成果だと述べている。
さらに、仰角が45度の角度で物体を発射すると、物体を最も遠くに飛ばすことが証明されている。このこと自体は、本書以前から大砲の砲手によって経験的に知られていたが、本書ではそれを理論的に導くことに成功した。

## 影響
ガリレオの大きな業績としては、天文学上の業績と、力学上の業績がある。この2つを比較して、ジョゼフ＝ルイ・ラグランジュは、本書に書かれたような力学上の業績の方をより評価している。これは、天文学での業績は良い望遠鏡と辛抱強さがあればガリレオでなくとも成し遂げられたと思われるが、力学の業績は卓越した独創力が必要だという理由による。
アイザック・ニュートンは、本書を読まなかったが、ウォルター・チャールトン、ケネルム・ディグビー、ピエール・ガッサンディを通じて内容は把握していた。そして、本書で展開された自然哲学の内容はニュートンにより発展することになった。
また、本書での材料力学の記述は、材料力学における最初の出版物であったといわれている。ガリレオは本書に書かれた内容のうち、一部については1607年に研究していた。また、一部の内容については友人に証明を依頼し、参考にしている。このようにして求められた強度に関する式は、一部に誤りを含んでいたが、その後長らく機械設計の中で用いられた。たとえば片持ち梁の形状に関する内容は、フロンソワ・ブロンデルが1657年から取り上げ、この形状は建築でも有効だと主張した。ロバート・フックはドームの形状として放物線やカテナリー曲線を検討し、クリストファー・レンはフックの検討結果を踏まえてロンドンのセント・ポール大聖堂のドームをカテナリーと決めた。
ただしその当時、材料の強度について考えていたのはガリレオだけでなく、例えばベルナルディーノ・バルディは1621年にアリストテレス『機械学』の注釈書で構造の問題を分析しており、また、レオナルド・ダ・ヴィンチも片持ち梁の素描を手稿として残している。

## 日本語訳（新版）
- 『新科学論議』田中一郎訳、岩波文庫（上下）、2024年7月-8月